# Lina Haskel
Lina Haskel, född 1978, är en svensk fotograf. 

## Utbildning och karriär
Lina Haskel har läst fotografi vid ICP i New York och praktiserat på musiktidningen Rolling Stone.
Som frilansfotograf har hon medverkat i internationella tidningar som Wall Street Journal och Washington Post. 

## Utställningar i urval
- Sandgrund Lars Lerin konstmuseum, Karlstad: separatutställning 2014-15
- Malmö Museer, Malmö: separatutställning 2013-14
- Galleri Kontrast, Stockholm: separatutställning 2012
- Sven-Harrys konstmuseum, Stockholm, medverkan i Sveriges Allmänna Konstutställnings grupputställning 2011

## Priser och utmärkelser i urval
- K.W. Gullers dokumentärfotostipendium 2015
- Oddnerpriset 2013
- Arbetets museums dokumentärfotopris 2012 [1]
- Förstapris i International Photography Awards, kategorin "Architecture: Interiors" 2010 [2]

## Böcker
- Folkets Hus – Space in common (Journal 2013)
- Lasse Stefanz — Gammal kärlek rostar aldrig (Bonnier Fakta 2012)